# Pseudomyrmex simulans
Pseudomyrmex simulans is een mierensoort uit de onderfamilie van de Pseudomyrmecinae. De wetenschappelijke naam van de soort is voor het eerst geldig gepubliceerd in 1958 door Kempf.